# Santo Antônio do Retiro
Santo Antônio do Retiro é um município brasileiro do estado de Minas Gerais. Está localizado na mesorregião do Norte de Minas e microrregião de Salinas. Compõe com outros municípios da região o Alto Rio Pardo.

## História
Santo Antônio do Retiro, antigo distrito criado em 1962 e subordinado ao município de Rio Pardo de Minas, emancipou-se pela lei estadual nº 12030, de 21 de dezembro de 1995.